# Trichomycterus punctatissimus
Trichomycterus punctatissimus är en fiskart som beskrevs av Castelnau, 1855. Trichomycterus punctatissimus ingår i släktet Trichomycterus och familjen Trichomycteridae. Inga underarter finns listade i Catalogue of Life.